# Terrence Howard
Terrence Dashon Howard (* 11. března 1969 Chicago, Illinois) je americký herec a zpěvák nominovaný na cenu akademie Oscar. Jeho kariéra započala na konci osmdesátých let a první hlavní role přišla v roce 1995 ve filmu Opus pana Hollanda.
Účinkoval ve filmech jako Hartova válka, Ray, Lackawanna Blues, Crash, Čtyři bratři, Hustle & Flow, Get Rich or Die Tryin, Idlewild, The Brave One.
Howard hrál ve filmu Iron Man a původně se s ním počítalo i pro film Iron Man 2, avšak role byla v říjnu 2008 přeobsazena Donem Cheadlem.